# Hajime Seki
Hajime Seki (關 一, Seki Hajime, 26 septembre 1873 – 26 janvier 1935) est un ancien maire de la ville d’Osaka, dont il a profondément altéré l’urbanisme.
Hajime Seki est né à Shizuoka. En 1897, il est devenu professeur à son alma mater, l’École de Commerce de Tokyo, l’ancêtre de l’Université Hitotsubashi. Il effectua ensuite un séjour d’études de trois ans en Belgique et en Allemagne.
En 1910, il obtint le titre de Docteur en sciences juridiques.
Seki a été le maire d’Osaka de 1923 à 1935 et fut nommé membre de la Chambre des pairs du Japon en 1934.
Sous son maiorat, la ville d’Osaka construisit de nombreux parcs et des logements sociaux, on procéda à l’élargissement de l’avenue Midosuji et on commença la construction d’un métro sous cette avenue.
En outre, on restaura le Château d’Osaka et fut créé l’établissement d’enseignement supérieur qui allait devenir l’Université municipale d'Osaka.
Seki mourut du typhus en 1935.